# Saint-Étienne-de-Fougères
 Saint-Étienne-de-Fougères  là một xã của tỉnh Lot-et-Garonne, thuộc vùng Nouvelle-Aquitaine, tây nam nước Pháp.